# Себевране
Себевране или Себе Враня (на сръбски: Себеврање или Sebevranje) е село в Югоизточна Сърбия, Пчински окръг, Град Враня, община Вранска баня.

## География
Селото е разположено на хълмист терен. По план то е пръснат тип селище, състоящо се от махали и отделни къщи пръснати на голяма територия. Отстои на 10 км североизточно от общинския център Вранска баня, на 1,5 км източно от село Паневле, южно от владичинханското село Богошево и северозападно от село Клисурица.

## История
По време на Първата световна война селото е във военновременните граници на Царство България, като административно е част от Вранска околия на Врански окръг.

## Население
Според преброяването на населението от 2011 г. селото има 126 жители.

### Етнически състав
Данните за етническия състав на населението са от преброяването през 2002 г.
- сърби – 136 жители (100%)